# Быстроходная десантная баржа (Германия)
MFP (нем. Marinefährprahm — морская самоходная баржа) — серия немецких десантных кораблей, состоявших на вооружении военно-морского флота нацистской Германии (кригсмарине), а также некоторых флотов союзных с нею государств в 1940-х годах. Традиционно в советской/российской военной науке и историографии для данного типа судов используется название быстроходные десантные баржи (БДБ).

## История создания
Обладая сильными вооружёнными силами, Германия к началу Второй мировой войны тем не менее не имела десантно-высадочных средств массового производства. Поэтому в операции по захвату Норвегии и Дании (операция «Везерюбунг» или «Учения на Везере») основным средством для перевозки войск к намеченным для захвата плацдармам стали быстроходные крейсеры и эсминцы.
Из-за неприспособленности боевых кораблей к подобным задачам десантные соединения на них не имели ни тяжёлой артиллерии, ни танков, ни автомобилей.
По тем же причинам в ходе Норвежской операции, во время высадки морского десанта с крейсеров в Осло-фьорде и в районе Бергена, пришлось пересаживать людей на торпедные катера и катера-тральщики. В ходе Датской операции германские суда просто пришвартовывались к причалам в Копенгагене, и войска с них высаживались на оборудованную набережную. В тех же случаях, когда противник оказывал сопротивление, кригсмарине нёс значительные потери.
При разработке плана по захвату Великобритании (операция «Зеелёве» или «Морской лев») предполагали высадить в первых эшелонах около 700 тысяч человек и 125 тысяч лошадей.
Стала очевидной необходимость в средних по размерам судах, способных решать задачи по высадке танков, автомобилей и лошадей на неподготовленный берег. В кратчайшие сроки был разработан проект десантной баржи MFP.
Несмотря на быстрое конструирование и постройку, первые MFP типа А появились на свет уже после отмены «Морского льва». Также запоздало новое и оригинальное десантное средство паром-катамаран типа «Зибель».

## Применение
Начавшаяся в 1941 году война против Советского Союза открыла новые возможности по применению БДБ. Появились два новых театра морских военных действий — Балтийское и Чёрное моря, причём доступ на последний был закрыт Турцией, сохранявшей нейтралитет.
БДБ и паромы «Зибель», с 1941 года достаточно широко используясь на Средиземном, Северном, Норвежском и Баренцевом морях, на Восточном фронте составили значительную часть сил германского флота, действовавших на Чёрном море, а также на Ладожском, Онежском и Чудском озёрах, куда их перевозили элементами по железной дороге с последующей сборкой в портах.
Практически неуязвимые для торпед из-за малой осадки (в частности MFP типа A…C: 1,45 м — кормой, и меньше метра — носом), БДБ превосходили различные катера противника по мощности артиллерийского вооружения, в то же время будучи достаточно защищёнными от огня лёгкого оружия. Количество огневых средств ПВО, размещённых на БДБ, с учётом сравнительно небольших размеров барж, делали их очень сложными целями для авиации противника.
На новых театрах боевых действий практически все среднетоннажные десантно-высадочные средства немцы применяли в основном для транспортировки войск и грузов, а также для прикрытия каботажных конвоев.
Здесь следует учесть, что во-первых — после «Учений на Везере» Германия не проводила больше ни одной крупной морской десантной операции, а во-вторых — для небольших тактических и диверсионно-разведывательных десантов кригсмарине располагал значительным количеством мелких катеров и плашкоутов.
Например, германский малый десантный катер[какой?] имел водоизмещение в грузу около 40 т при длине 18,7 м и углублении 0,4 м. Два бензиновых двигателя общей мощностью 180 л. с. позволяли развивать скорость 13 узлов. Катер вооружался одним 20-мм зенитным автоматом и мог перевозить 50—70 человек.
Для небольших десантных операций использовали так называемый «штурмбот» (нем. Sturmboot — штурмовая лодка) — лёгкую алюминиевую лодку, снабжённую подвесным мотором, которая могла принять 6 десантников со стрелковым оружием и лёгким вооружением. В спокойных прибрежных водах «штурмбот» мог развивать до 18 узлов, являясь самым скоростным из десантно-высадочных средств Второй мировой войны.

## Конструкция

### Marinefährprahm
Немецкие десантные баржи несколько отличались от аналогичных средств Великобритании и США. Корпус БДБ был плоскодонным с двойным дном, что упрощало производство. Они имели также более высокое междудонное пространство, в связи с чем было решено отказаться от двойного борта. Бронирование бортов в районе машинного отделения составляло 20 мм на MFP типа A…C и 25 мм на MFP типа D, кроме того на MFP типа D бронирование имела и ходовая рубка. Грузовой трюм был закрыт надстройкой, в которой по бортам имелось по 5 портов для выхода десантников.
Носовой трап-аппарель был сконструирован удачнее, чем у кораблей союзников. Если на LCT он представлял собой просто откидывающуюся вперед крышку, то у немецких MFP составная аппарель состояла из передней сходни и двух связанных с ней шарниром пустотелых плавающих конструкций, что обеспечивало более пологий спуск для танков, не говоря уже о её внушительной длине (5 м по сравнению с 3 м на LCM-3). Также имелась возможность опускания аппарели вручную — с помощью механического привода.

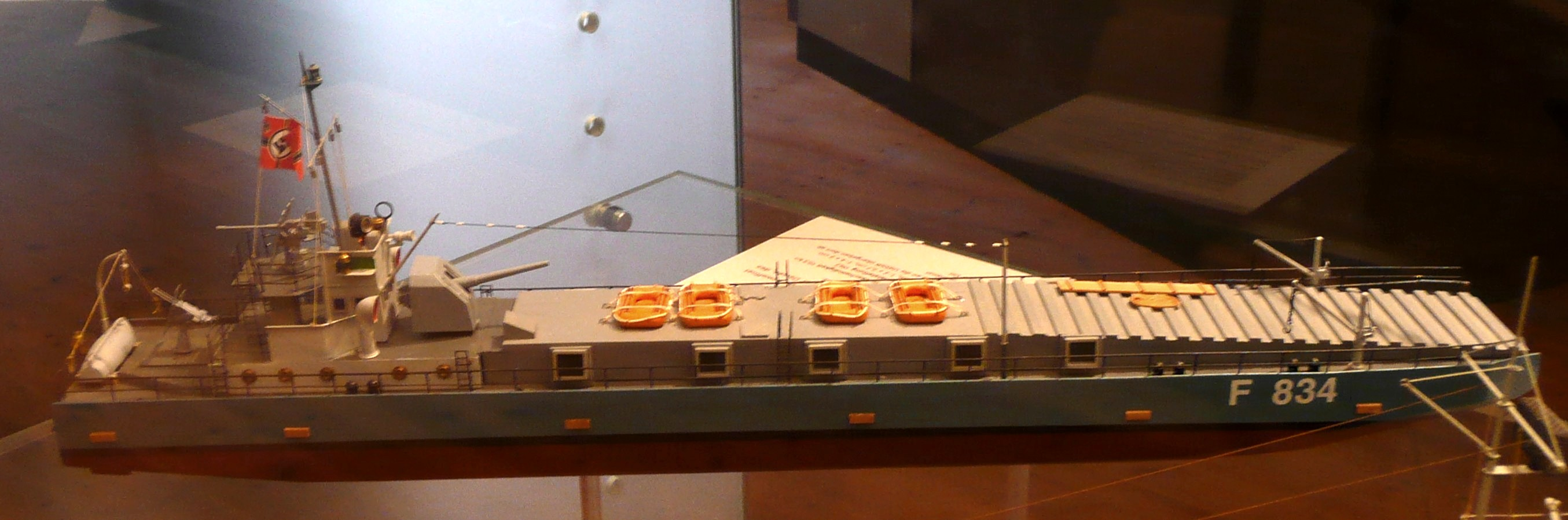
Стендовая модель (1:100) быстроходной десантной баржи MFP типа D (бортовой номер F 834) в Международном морском музее Гамбурга.

Основные межтиповые различия БДБ (MFP):
- MFP типа А — высота грузового трюма 2,74 м;
  - MFP типа А1 — перестраивались из MFP типа А для транспортировки тяжёлых танков типа «Тигр» и трофейных советских типа КВ-1: увеличена высота грузового трюма до 3,4 м за счёт уменьшения междудонного пространства, укреплены палуба грузового трюма, опускаемая аппарель и т. д.[3], вместимость и грузоподъёмность барж при этом остались без изменений;
- MFP типа B — высота грузового трюма увеличена до 3,19 м за счёт уменьшения междудонного пространства, вместимость и грузоподъёмность барж остались без изменения;
- MFP типа C — высота грузового трюма увеличена до 3,29 м за счёт уменьшения междудонного пространства, вместимость и грузоподъёмность остались без изменения;
  - MFP типа C2 — перестраивались из MFP типа C для транспортировки тяжёлых танков типа «Тигр»: высота грузового трюма увеличена до 3,6 м, а также другие изменения, аналогичные MFP типа А1[3], вместимость и грузоподъёмность остались без изменения;
- MFP типа D — значительные изменения в конструкции, разработанной под секционный метод постройки: корпус корабля удлинён и расширен, что привело к увеличению максимальной грузоподъёмности до 140 т, усилено вооружение, на некоторых кораблях данного типа вместо открытого поста управления была установлена бронированная надстройка с рулевой рубкой, пост управления (надстройка) вместе с машинным отделением были перенесены немного вперёд, имелась радиорубка и кроме того появились жилые помещения для экипажа в количестве до 21 человек.

В кригсмарине MFP имели бортовые номера с буквенным обозначением «F» (нем. Fähre — паром, самоходная баржа) — по традиционной для германского флота кодировке, принятой для судов каждого класса.
Некоторые БДБ были построены для использования по другому назначению: 3 единицы — в качестве санитарных транспортов, 4 — в качестве танкеров, 4 — как плавмастерские, 40 — как прорыватели минных заграждений. Одна БДБ c бортовым номером F 368 (по другим источникам — MFP типа А c бортовым номером F 308, введённая в строй в июне 1942 года), действовавшая на Чёрном море, была переклассифицирована в охотник за подводными лодками UJ 118 (нем. U-Boot-Jäger).
Нумерация БДБ (MFP):
- MFP типа A...C: F 100…F 546, F 553…F 626 (заказано 600, в 1941—1943 годах вступило в строй 521, строительство остальных отменено);
- MFP типа D: F 801…F 1011, F 1027…F 1030, F 1033…F 1057, F 1061…F 1066, F 1070…F 1075, F 1103, F 1104, F 1145, F 1153, F 1155…F 1170, F 1179, F 1180, F 1191…F 1199, F 1227…F 1232 (заказано 469, в 1943—1945 годах вступило в строй 289, остальные достроены после войны в качестве гражданских судов).

### Minenfährprahm
121 десантных MFP были переоборудованы в минные заградители. Эти суда обозначались той же аббревиатурой MFP, но расшифровывались по другому (нем. Minenfährprahm — минная самоходная баржа). Чтобы отличить обозначение обычных десантных MFP от минных — к обозначению их типа добавлялась буква «M»: MFP типа AM, C2M или DM (использование MFP типа B в качестве минзагов не зафиксировано). Первая буква в данных обозначениях соответствовала типу десантного аналога (типа A, C2 или D соответственно).
MFP типа AM, C2M и DM (переоборудовано 34, 21 и 66 единиц соответственно) могли брать на борт от 50 до 54 морских мин различного типа. Это было достигнуто путём их размещения на специально смонтированных спонсонах, идущих вдоль бортов верхней палубы (при этом ширина корпуса увеличивалась на 2 м). По бортам на данных спонсонах были уложены палубные минные пути — минные рельсы для сброса морских мин, вмещавшие до 25—27 мин с каждого борта. Постановка мин на данном типе БДБ была возможна обычным способом — с кормы при движении вперёд. При этом грузовой трюм мог использоваться по своему прямому назначению — для перевозки войск, вооружения и военной техники.
Данные о присвоении таким кораблям своего буквенного обозначения в бортовом номере отсутствуют — вероятно они продолжали нести новую для них службу всё с той же буквой «F», и в любой момент могли быть «переклассифицированы» из минзагов обратно в БДБ, тем более что никаких особых конструктивных изменений для этого не требовалось.
Кроме того на тех ТВД, где у Германии не было специализированных кораблей для постановки минных заграждений — в частности на Черноморском, а также на озёрных и речных ТВД Восточного фронта, некоторые десантные MFP зачастую также использовались как минные заградители, принимая на борт до 36 мин, которые размещались в грузовом трюме. Для этой цели там укладывалось 2 ряда минных путей. Другие конструктивные отличия между десантными и минными вариантами практически отсутствовали, и всё различие между ними заключалось лишь в выполняемых задачах.
Следует отметить, что способы выполнения столь необычных боевых задач (постановок мин, размещённых в грузовом трюме) для кораблей данного класса были сопряжены с определёнными трудностями: минные заграждения ставились с опущенной аппарелью — с неё в воду сбрасывались мины, корабль шёл задним ходом — скорость при этом была невелика, поэтому вся постановка занимала довольно много времени, что иногда было критично ввиду возможного появления кораблей, подводных лодок или авиации противника. К тому же возможность минной постановки сильно зависела от волнения моря, так как попадание воды через опущенную аппарель внутрь грузового трюма могло привести к его затоплению. Несмотря на это, такой способ постановки минных заграждений был наверное одним из самых оригинальных за всю историю морского минного вооружения, и применялся вероятно только на БДБ.

### Артиллерийские самоходные баржи (Artilleriefährprahm)

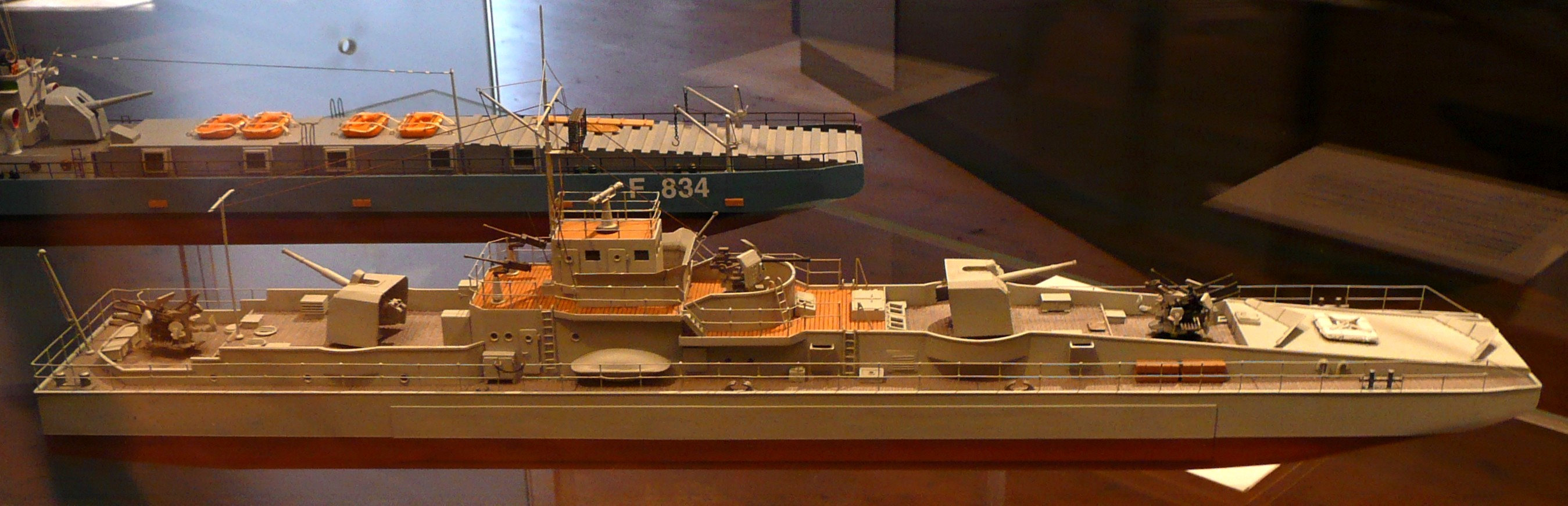
Стендовая модель (1:100) артиллерийской самоходной баржи AFP (на переднем плане) в Международном морском музее Гамбурга.

На основе MFP всех типов (кроме MZ) строились артиллерийские самоходные баржи AFP (нем. Artilleriefährprahm), которые вступили в строй в 1942—1945 годах (всего вступило в строй 141 единица). AFP имели дополнительное бронирование 20—25 мм рубки и бортов машинного отделения, и 100 мм — бортов в районе погребов боеприпасов. Верхняя палуба была усилена в связи с размещением на ней артиллерийского вооружения. Аппарель сделали неопускаемой, а в грузовом трюме оборудовали орудийные погреба для хранения боезапаса. Все эти изменения привели к возрастанию общей массы корабля на 70—80 т, что сказалось на скорости его хода — она снизилась до 8 узлов.
Вооружение AFP в зависимости от типа, варианта переоборудования и года постройки, как правило составляло:
- AFP типа A…C (вариант 1):
  - 2 × 88-мм орудия SK C/30[англ.] или SK C/35[англ.],
  - 2 × 4 — 20-мм счетверённых установки FlaK-Vierling C38 + 1…2 × 20-мм автомата «Эрликон» (2 cm FlaK 29), FlaK C/30 или C/38 (опционально);
- AFP типа A…C (вариант 2):
  - 2 × 88-мм орудия SK C/30 или SK C/35,
  - 1 × 37-мм полуавтомат SK C/30 (на 1-орудийном лафете Einh.L. C/34 или Ubts.L. C/39), либо автоматы FlaK M42[нем.] или FlaK M43,
  - 2 × 4 — 20-мм счетверённых установки FlaK-Vierling C38 + 1…2 × 20-мм автомата «Эрликон» (2 cm FlaK 29), FlaK C/30 или C/38 (опционально);
- AFP типа D:
  - 2 × 88-мм орудия SK C/30 или SK C/35[4],
или
2 × 105-мм орудия SK C/32[англ.],
  - 1 × 37-мм полуавтомат SK C/30 (на 1-орудийном лафете Einh.L. C/34 или Ubts.L. C/39), либо автоматы FlaK M42 или FlaK M43,
  - 2 × 4 — 20-мм счетверённых установки FlaK-Vierling C38 + 1…2 × 20-мм автомата «Эрликон» (2 cm FlaK 29), FlaK C/30 или C/38 (опционально).

При переоборудовании MFP типа A…C в AFP по варианту 1 переделка была минимальной. Переоборудование MFP типа A…C по варианту 2 и MFP типа D было гораздо более основательным — надстройка и жилые помещения корабля переносились в среднюю часть судна.
Артиллерийские баржи, действовавшие на Североевропейском и Черноморском ТВД, имели обозначение «AF». Действовавшие на Дунае — «AT» (нем. Artillerieträger — артиллерийский носитель). На Средиземноморском ТВД применялось обозначение «KF» (нем. Kampffähre — боевая самоходная баржа). Причём первым («AF») присваивалась собственная нумерация, остальные («AT» и «KF») сохраняли первоначальную нумерацию, унаследованную от десантных MFP.
Нумерация AFP:
- «AF»: AF 1…AF 112, AF 120, AF 128, AF 1003…AF 1005, AF 1046, AF 1047;
- «AT»: AT 912…AT 917;
- «KF»: KF 347, KF 348, KF 439, KF 456, KF 458, KF 461, KF 503, KF 589, KF 597, KF 613, KF 620.

### Motozattera (Италия)
В 1942 году, в ходе подготовки операции «Геркулес» (итальянское название — операция «C3»), Италия столкнулась с проблемой отсутствия в своём флоте десантных кораблей, обладающих достаточной мореходностью, вместимостью и грузоподъёмностью для доставки планируемых 70 000 человек и военной техники итальянского контингента из состава совместного морского десанта, который должен был высадиться на Мальту. Чтобы как можно быстрее решить эту проблему, Италия приобрела у Германии лицензию на строительство барж MFP, которые после незначительной адаптации под требования итальянской армии и флота, были заложены на многих верфях, входивших на тот период в состав Итальянского Королевства.

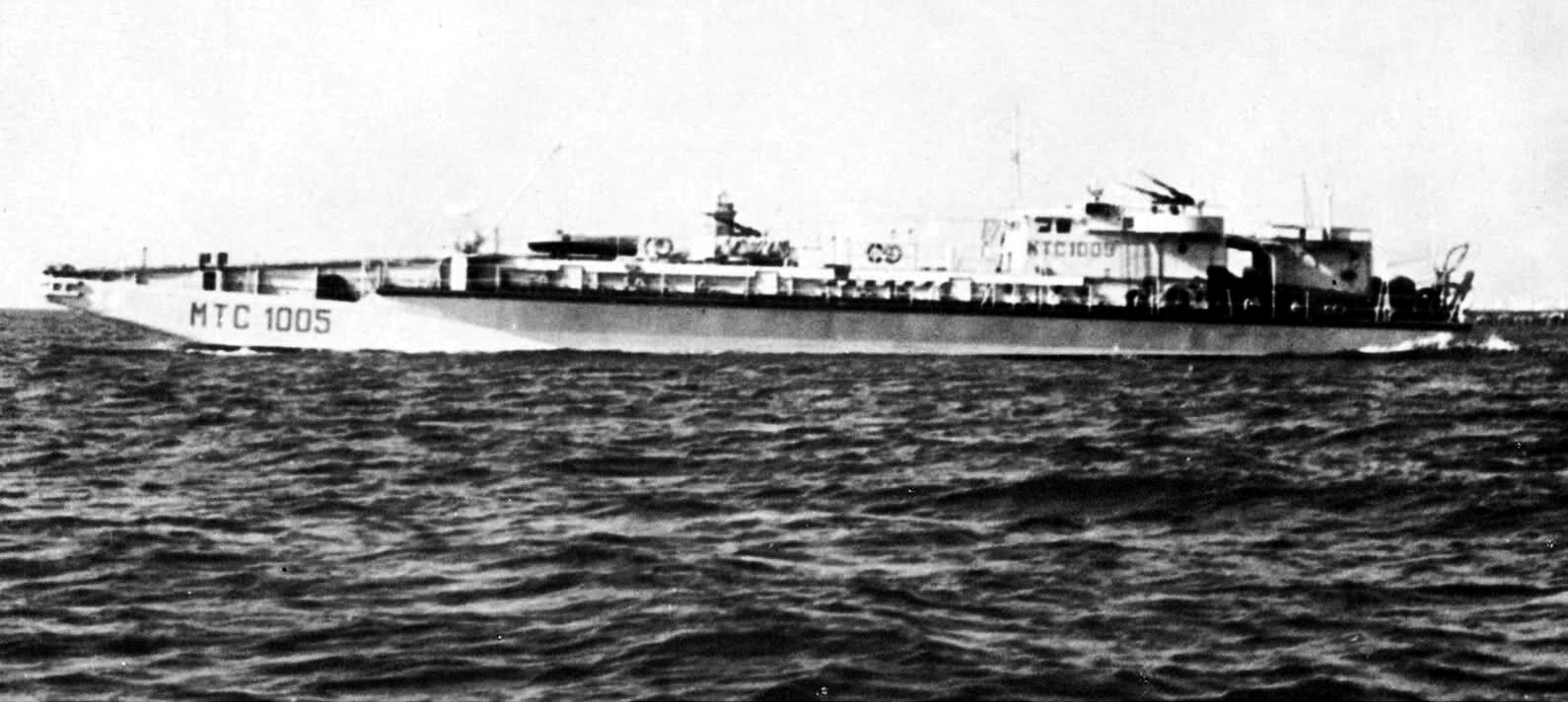
MZ серии 1 (MTC 1005) в составе ВМС Италии, 1950-е годы (бывшая MZ 737 КВМС Италии).

В военно-морском флоте Италии данные корабли получили обозначение MZ (итал. Motozattera — моторный плот, мотоплот). Такая же буквенная кодировка присутствовала и на бортовых номерах. До сентября 1943 года было построено порядка 100 десантных барж MZ: 65 единиц серии 1 (аналог немецких MFP типа A; вступили в строй в 1942 году) и 30 единиц серии 2 (аналог MFP типа B; вступили в строй в 1943 году), которые в связи с отказом от планов по захвату Мальты, стали использоваться для доставки войск, различных грузов и военной техники для войны в Северной Африке. Потери при этом составили более 2/3 от всех построенных MZ. Некоторые из них дожили до наших дней — например бывшая MZ 737 (MZ серии 1) — после войны они были переклассифицированы в рейдовые суда обеспечения (итал. Moto Trasporto Costiere), поскольку по условиям Парижского мирного договора Италии не разрешалось иметь десантно-высадочные средства, которые согласно его 59-й статье классифицировались как специализированный тип штурмовых судов, приспособленный для «земноводных» (амфибийных) операций (большинство военных ограничений было снято после того, как Италия стала одним из основателей НАТО в 1949 году). Получив кодировку «MTC» (MZ 737 стала MTC 1005), а также претерпев некоторые конструктивные улучшения, сохранившиеся после войны MZ довольно долгое время продолжали службу в ВМС Италии. Сейчас MTC 1005 (бывшая MZ 737) является музейным экспонатом Венецианского Арсенала.
Кроме некоторых различий в размерах и ТТХ, итальянские MZ отличались от немецких аналогов двигательными установками, в качестве которых использовались дизели итальянской компании «ОМ» (входившей в то время в концерн «Фиат»), производившихся по лицензии швейцарской фирмы «Заурер», а также установленным вооружением — на MZ использовались орудия и зенитные установки принятые на вооружение итальянского флота.
Вооружение:
- 1 × 76-мм орудие Mod. 1916 R.M.[итал.];
- 2 × 20-мм автомата Scotti Mod. 1939/1941 или Breda Mod. 1935/1939/1940.

После капитуляции Италии и немецкой оккупации её северной и центральной части, в сентябре 1943 года 24 MZ были захвачены Германией (14 — серии 1, 10 — серии 2), 17 единиц из которых были потеряны в ходе Итальянской кампании (1943—1945).
Нумерация MZ, захваченных Германией (присвоенная в кригсмарине):
- MZ серии 1: F 704, F 706…F 709, F 711, F 724, F 744, F 749, F 751, F 754, F 760, F 764, F 765;
- MZ серии 2: F 766…F 770, F 777, F 783, F 785, F 795, F 799.

Планировалась ещё постройка 20 единиц MZ серии 3 (аналог немецких MFP типа D), которые также были заложены, но до момента капитуляции Италии их постройка закончена не была. Впоследствии эти недостроенные баржи были реквизированы немецкими оккупационными войсками, которые достроили некоторые из них, после чего использовали для доставки войск и грузов в период боевых действий за Центральную и Северную Италию после 1943 года, в ходе которых они практически все были потеряны.

### Вооружение
Вооружение быстроходных десантных барж MFP было весьма разнообразным, поэтому говорить о каких-то стандартах даже среди кораблей одного типа не приходится. К тому же оно постоянно менялось от корабля к кораблю в зависимости от верфи и года его постройки, театра военных действий и возлагавшихся на них задач. Во многих случаях замена вооружения происходила уже в процессе эксплуатации корабля силами экипажа или судоремонтных мастерских.
Если MFP типа A ранней постройки имели только зенитное вооружение, состоящее из одного-двух 20-мм автоматов «Эрликон» (2 cm FlaK 29), FlaK C/30 или C/38, то довольно в скором времени этого вооружения оказалось недостаточно. Начиная с 1942 года MFP оснащаются одним 75-мм орудием, которое размещалось перед постом управления (или ходовой рубкой на некоторых MFP типа D): первоначально использовались полевые орудия (зачастую трофейные, например, либо 75-мм пушки Круппа образца 1903 года, получившие в вермахте обозначения 7,5 cm FK 235 (b), 7,5 cm FK 240 (d) и 7,5 cm FK 243 (h) — бельгийские, датские и голландские соответственно, либо 75-мм пушки образца 1897 года, получившие обозначения 7,5 cm FK 97 (p) и 7,5 cm FK 231 (f) — трофейные польские и французские соответственно, установленные на штатном колёсном лафете), впоследствии использовались тумбовые артиллерийские установки (например, те же французские 75-мм пушки образца 1897 года, качающаяся часть которых устанавливалась на корабельные тумбы-лафеты), с щитовым прикрытием или без него. После 1943 года на некоторые MFP типа D вместо 75-мм орудий начинают устанавливать более мощные и универсальные 88-мм корабельные установки SK C/30 или SK C/35, а на артиллерийских самоходных баржах AFP типа D «штатные» 88-мм орудия ближе к концу войны стали заменять на пару 105-мм одноорудийных установок SK C/32 (по некоторым источникам, 105-мм орудия получили AFP, действовавшие в прибрежных водах Балканского полуострова и на Чёрном море, в том числе 6 единиц AFP типа D, в 1944—1945 годах входившие в состав Дунайской флотилии кригсмарине: AT 912…AT 917).
Варианты зенитного вооружения были ещё более разнообразными и аналогичным образом менялись в соответствии с периодами войны, выполняемыми задачами и новыми техническими решениями. Со временем, одноствольные 20-мм «Эрликоны» (2 cm FlaK 29), 2 cm FlaK C/30 и C/38 стали заменяться на спаренные корабельные 2 cm FlaK-Zwilling 38, либо устанавливаться с ними в комплексе. С 1943 года для замены устаревших полуавтоматических 37-мм пушек SK C/30, на немецкий флот стали поступать автоматические — сначала 3,7 cm FlaK M42, а затем 3,7 cm FlaK M43, которые несмотря на меньшую скорострельность по сравнению с 20-мм автоматами, обладали бо́льшими дальностью стрельбы и поражающей способностью. В связи с чем, данными орудиями усилили вооружение многих MFP типа D, сошедших со стапелей в эти годы, а на артиллерийских AFP добавили ещё и счетверённые 20-мм установки FlaK-Vierling C38, которые также во многих случаях устанавливались в комплексе с зенитными орудиями других типов.
На всех этапах Второй мировой войны вооружение быстроходных десантных барж MFP позволяло решать многочисленные задачи, начиная от огневой поддержки сухопутных войск, противокорабельных задач и задач ПВО, и заканчивая транспортировкой грузов и охраной конвоев, что несомненно делало их одним из самых универсальных кораблей своего класса. Вместе с тем следует учесть, что обычно БДБ вооружались уже после прибытия на тот или иной ТВД, исходя из имеющегося в наличии вооружения на местных складах кригсмарине. В то же время, БДБ использовавшиеся для перевозки грузов в районах далёких от боевых действий — на тыловых водных путях, где вероятность встречи с флотом или авиацией противника была близка к нулю, как правило вообще не имели вооружения за ненадобностью.

## Тактико-технические характеристики

### MFP типа A…C
- водоизмещение:
  - стандартное: 155 т,
  - полное: 220 т;
- длина: 47,04 м;
- ширина: 6,53 м;
- осадка:
  - носом: 0,97 м,
  - кормой: 1,45 м;
- десантовместимость: 3 средних танка или 16 лошадей, или 200 человек;
- грузоподъёмность: 105 т;
- ГЭУ[1]:
  - 3 дизеля Deutz общей мощностью 390 л. с. (3 валопровода),
  - 1 дизель Deutz[3] мощностью 100 л. с. (на средний вал) + 2 авиационных двигателя BMW[3] по 600 л. с. (на внешние валы) — на БДБ с бортовыми номерами F 100, F 103, F 106, F 108, F 113;
- экипаж: 17...21 человек;
- вооружение (имело несколько вариантов в зависимости от верфи и года постройки):
  - 1 × 75-мм полевое орудие или тумбовая артиллерийская установка (например, трофейные модификации 75-мм пушки Круппа образца 1903 года[нем.] или 75-мм пушки образца 1897 года на штатном колёсном лафете — первоначально, или 75-мм пушка образца 1897 года на корабельной тумбе-лафете — впоследствии),
или
1 × 37-мм полуавтомат SK C/30 (на 1-орудийном лафете Einh.L. C/34 или Ubts.L. C/39), либо автоматы FlaK M42[нем.] или FlaK M43,
  - 1...2 × 20-мм автомата «Эрликон» (2 cm FlaK 29), FlaK C/30, C/38 или FlaK-Zwilling 38;
- скорость[1]:
  - 10,5 уз,
  - 12,06 уз — на БДБ с бортовыми номерами F 100, F 103, F 106, F 108, F 113;
- дальность хода: 1340 миль при 7 узлах.

### MFP типа D
- водоизмещение:
  - стандартное: 168 т,
  - полное: 239 т;
- длина: 49,84 м.
- ширина: 6,59 м;
- осадка:
  - носом: 1,18 м,
  - кормой: 1,35 м;
- десантовместимость: 3 средних танка или 200 человек;
- грузоподъёмность: 140 т;
- ГЭУ: 3 дизеля Deutz общей мощностью 375 л. с. (3 валопровода);
- экипаж: 21 человек
- вооружение (имело несколько вариантов в зависимости от верфи и года постройки):
  - 1 × 75-мм тумбовая артиллерийская установка (например 75-мм пушка образца 1897 года на корабельной тумбе-лафете),
или
1 × 88-мм орудие SK C/30[англ.] или SK C/35[англ.],
  - 1...2 × 37-мм полуавтомата SK C/30, либо автомата FlaK M42 или FlaK M43,
  - 1...6 × 20-мм автомата «Эрликон» (2 cm FlaK 29), FlaK C/30, C/38 или FlaK-Zwilling 38;
- скорость: 10,3 уз.
- дальность хода: 1120 миль на 7 узлах.

## Галерея

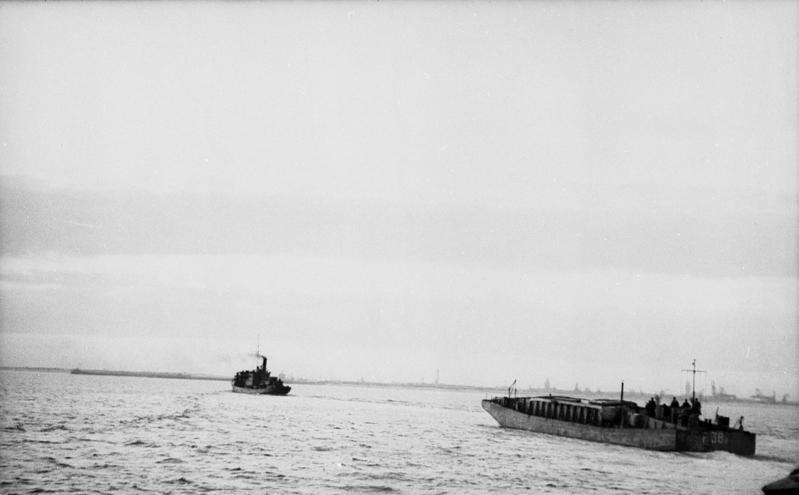
Предположительно MFP типа A (справа) с бортовым номером F 387; Нидерланды, 1942—1943 годы (бортовые номера F 38X присваивались БДБ, вступившим в строй не ранее середины 1942 года).
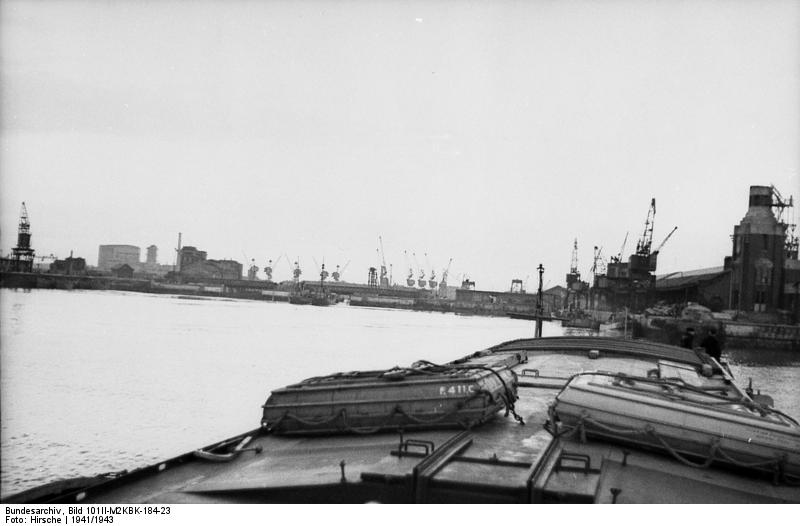
Крыша трюмной надстройки БДБ (вид с кормы на нос); Нидерланды, 1941—1943 годы.
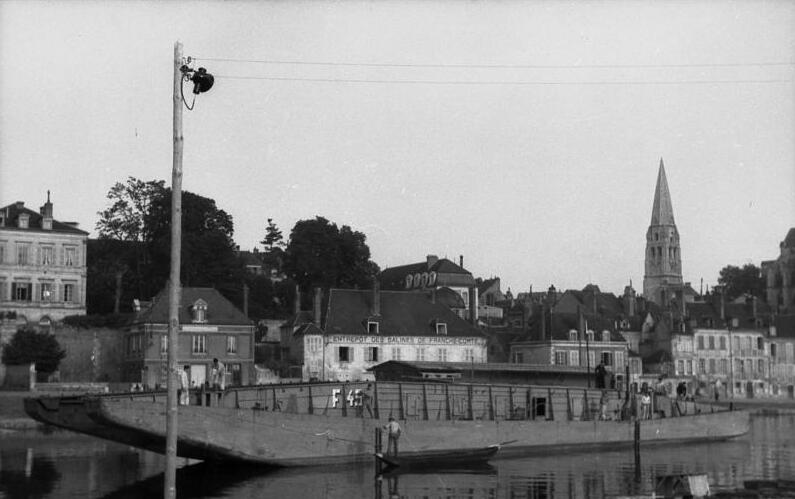
MFP типа C (бортовой номер F 456) на реке Йонна в Осере (Франция), июнь 1943 года.
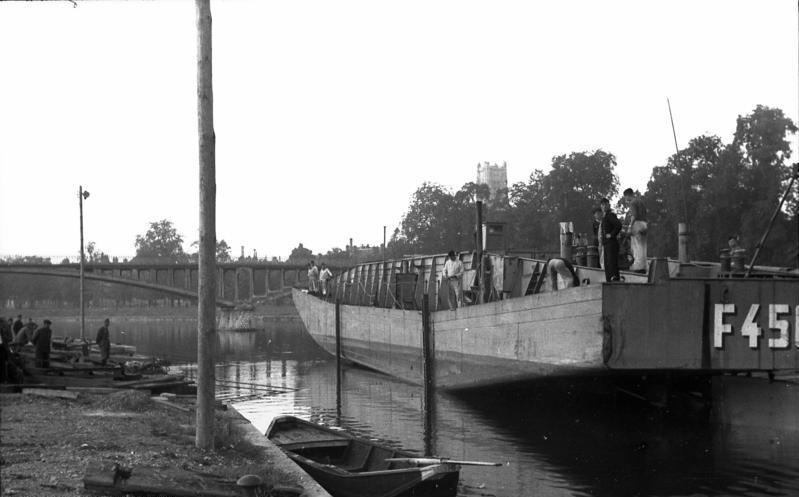
MFP типа C (бортовой номер F 456) в Осере перед погрузкой на низкорамную платформу и последующей отправкой по суше в Шалон-сюр-Сон, и далее водным путём Сона — Рона — Средиземное море (июнь 1943 года).
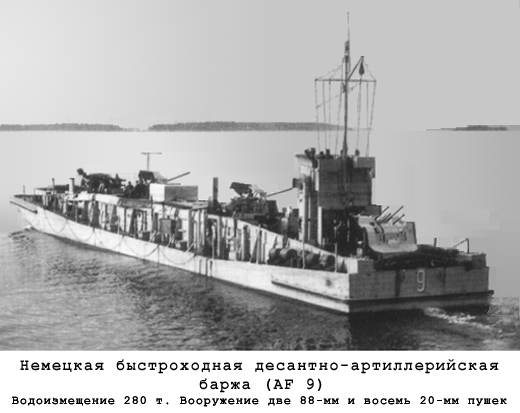
AFP типа A (AF 9), 1944 год. Заложена в 1941 году как MFP (F 375), достроена и введена в строй как AFP в 1942 году[4].

## Операторы
Всего за годы Второй мировой войны было произведено около 810 MFP + около 100 MZ. Они в разное время состояли на вооружении флотов следующих стран:
- Нацистская Германия;
- Румыния;
- Финляндия;
- Италия;
- Царство Болгария — около 14 единиц[5];
- СССР — не менее 26 трофейных и поднятых со дна барж, а также реквизированные в 1944 году у ВМФ Болгарии, КВМС Румынии и ВМC Финляндии: БДБ-1…БДБ-16, БДБ-20, БДБ-21, БДБ-25…БДБ-29, БДБ-40[6] — в составе ЧФ СССР; ДБ-49, ДБ-50 — в составе КБФ СССР[7].